# Samtgemeinde Fredenbeck
Die Samtgemeinde Fredenbeck ist eine Samtgemeinde im Landkreis Stade im Norden Niedersachsens. In ihr haben sich drei Gemeinden zur Erledigung ihrer Verwaltungsgeschäfte zusammengeschlossen. Der Sitz der Verwaltung der Samtgemeinde befindet sich in Fredenbeck.

## Geografie

### Geografische Lage
Die Samtgemeinde liegt südwestlich der Kreisstadt Stade zwischen Hamburg und Bremen auf der Stader Geest. Auf dem Gebiet der Samtgemeinde befinden sich die Orte Aspe, Deinste, Essel, Fredenbeck, Helmste, Kutenholz, Mulsum, Schwinge und Wedel sowie die Naturschutzgebiete Fredenbecker Mühlenbach, Deinster Mühlenbach und Feerner Moor.

### Nachbargemeinden
Die Samtgemeinde Fredenbeck grenzt im Westen an die Stadt Bremervörde (Landkreis Rotenburg (Wümme)), im Südwesten an die Samtgemeinde Selsingen (Landkreis Rotenburg (Wümme)), im Nordwesten an die Samtgemeinde Oldendorf-Himmelpforten, im Nordosten an die Hansestadt Stade, im Osten an die Samtgemeinde Horneburg und im Süden an die Samtgemeinde Harsefeld.

### Samtgemeindegliederung
Die Samtgemeinde setzt sich aus den drei Mitgliedsgemeinden Deinste, Fredenbeck und Kutenholz zusammen.

## Geschichte
Die Samtgemeinde Fredenbeck besteht seit 1965. Die sogenannte kleine Samtgemeinde Fredenbeck bestand ursprünglich aus den ehemaligen Gemeinden Deinste, Groß Fredenbeck, Klein Fredenbeck, Helmste, Schwinge und Wedel. Sitz der ersten Samtgemeinde war Fredenbeck. Der erste Samtgemeindedirektor war Alfred Schmetjen aus Helmste und der erste Verwaltungsmitarbeiter Johann Holst, der vorher „Gemeindeschreiber“ in Groß Fredenbeck war.
Im Zuge der Verwaltungs- und Gebietsreform entstanden 1972 die drei Mitgliedsgemeinden, so wie man sie heute kennt. Groß Fredenbeck, Klein Fredenbeck, Schwinge und Wedel (Landkreis Stade) bildeten die Gemeinde Fredenbeck neu. Aspe, Essel, Mulsum und Kutenholz schlossen sich zur Gemeinde Kutenholz zusammen und Deinste und Helmste bildeten die neue Gemeinde Deinste, die mit rund 2400 Einwohnern die kleinste Mitgliedsgemeinde der Samtgemeinde Fredenbeck ist. Alle drei neuen Gemeinden bildeten die heutige größere Samtgemeinde Fredenbeck, deren Verwaltungssitz immer noch Fredenbeck ist.

### Einwohnerentwicklung
| Jahr | Einwohner |
| ---- | --------- |
| 1971 | 7.554     |
| 1980 | 9.589     |
| 1990 | 10.284    |
| 1995 | 11.357    |
| 1999 | 12.918    |

## Politik

### Samtgemeinderat
Der Rat der Samtgemeinde Fredenbeck besteht aus 30 Ratsfrauen und Ratsherren. Dies ist die festgelegte Anzahl für eine Gemeinde mit einer Einwohnerzahl zwischen 12.001 und 15.000 Einwohnern. Die Ratsmitglieder werden durch eine Kommunalwahl für jeweils fünf Jahre gewählt. Die aktuelle Amtszeit begann am 1. November 2021 und endet am 31. Oktober 2026.
Stimmberechtigt im Rat der Samtgemeinde ist außerdem der hauptamtliche Samtgemeindebürgermeister Matthias Hartlef (parteilos).
Die letzte Kommunalwahl am 12. September 2021 ergab das folgende Ergebnis:
| Partei         | Anteilige Stimmen | Anzahl Sitze |
| -------------- | ----------------- | ------------ |
| CDU            | 44,93 %           | 13           |
| SPD            | 29,30 %           | 9            |
| GRÜNE          | 10,31 %           | 3            |
| FWG-Pro Bürger | 8,23 %            | 2            |
| FDP            | 5,64 %            | 2            |
| PIRATEN        | 1,60 %            | 1            |

Die Wahlbeteiligung bei der Kommunalwahl 2021 lag mit 59,55 % über dem niedersächsischen Durchschnitt von 57,1 %.
Die Ratsmitglieder von CDU, FDP und PIRATEN vereinbarten für die Wahlperiode 2021 bis 2026 eine gemeinsame Gruppe.

### Samtgemeindebürgermeister
Hauptamtlicher Samtgemeindebürgermeister der Samtgemeinde Fredenbeck ist Matthias Hartlef (parteilos). Bei der letzten Bürgermeisterwahl am 12. September 2021 wurde er ohne Gegenkandidaten mit 84,53 % der Stimmen gewählt. Hartlefs Kandidatur wurde von CDU, SPD, FWG-Pro Bürger und FDP unterstützt. Die Wahlbeteiligung lag bei 59,32 %. Hartlef trat sein Amt am 1. November 2021 an und löste den bisherigen Amtsinhaber Ralf Handelsmann ab, der nicht mehr kandidiert hatte.
Bisherige Amtsinhaber:
- Alfred Schmetjen 1965–1977 (Samtgemeindedirektor, hauptamtlich)
- Wilfried Perschke 1977–2001 (Samtgemeindedirektor, hauptamtlich)
- Friedhelm Helk 2001–2014 (Samtgemeindebürgermeister, hauptamtlich)
- Ralf Handelsmann 2014–2021 (Samtgemeindebürgermeister, hauptamtlich)

### Wappen
Blasonierung: Das Wappen der Samtgemeinde zeigt einen durch einen silbernen Wellenbalken zweigeteilten Schild. Im oberen Feld befinden sich auf blauem Grund goldene Windmühlenflügel, im unteren Feld auf rotem Grund ein goldener Mühlstein.

### Flagge
Die Flagge zeigt die Farben rot und blau in zwei gleich breiten Querstreifen mit aufgelegtem Samtgemeindewappen.

## Kultur und Sehenswürdigkeiten

### Museen
- Deutsches Feld- und Kleinbahnmuseum in Deinste

### Bauwerke
- Wassermühle Fredenbeck
- Wassermühle Deinste
- Windmühle Anna-Maria Mulsum
- Feldsteinkirche Mulsum

### Sport
In der Samtgemeinde Fredenbeck gibt es diverse Sportvereine. Am bekanntesten ist der VfL Fredenbeck der jahrelang in der 1. Handball-Bundesliga spielte, in der Saison 2005/2006 jedoch in die Regionalliga abstieg und heute in der 3. Liga West spielt.

## Wirtschaft und Infrastruktur
In der Samtgemeinde Fredenbeck arbeiten 1.631 sozialversicherungspflichtige Beschäftigte, davon 876 Frauen (53,7 Prozent) und 755 Männer (46,3 Prozent). Ihr Anteil nach Wirtschaftszweigen gliedert sich wie folgt:
| Wirtschaftszweig                | Beschäftigte in Prozent |
| ------------------------------- | ----------------------- |
| Land- und Forstwirtschaft       | 7                       |
| Produzierendes Gewerbe          | 39                      |
| Handel, Gastgewerbe und Verkehr | 19                      |
| Dienstleistungen                | 35                      |

### Verkehr
Die Bundesstraße 74 führt im Bereich des Ortsteils Schwinge durch die Samtgemeinde Fredenbeck. Die zwischen Cuxhaven und Hamburg verlaufende Bundesstraße 73 führt zwar nicht über das Gebiet der Kommune, ist jedoch aufgrund ihrer Nähe (etwa 6 km) eine wichtige Verkehrsader für die Samtgemeinde. Im Bereich der Gemeinde Kutenholz verläuft durch die Samtgemeinde die Landesstraße 123. Zukünftig wird auch die im Bau befindliche Bundesautobahn 26 zwischen Stade und Hamburg eine wichtige verkehrliche Bedeutung für die Samtgemeinde erlangen.
Das Gebiet der Samtgemeinde wird von zwei eingleisigen Bahnstrecken durchquert. Auf der Bahnstrecke Buxtehude–Harsefeld fahren die Züge der Eisenbahnen und Verkehrsbetriebe Elbe-Weser zwischen Bremerhaven, Bremervörde und Buxtehude. Sie halten in der Samtgemeinde an den Haltestellen Kutenholz und Brest-Aspe. Die Bahnstrecke Hesedorf–Stade wird nicht mehr regelmäßig im Personenverkehr bedient, lediglich an Sommerwochenenden befährt der Moorexpress der Strecke. Dieser Zug ist eine Touristenattraktion und verkehrt zwischen Stade und Bremen Hbf. Er hält an verschiedenen Stationen der Samtgemeinde.

### Ansässige Unternehmen
Wichtige Unternehmen der Samtgemeinde sind unter anderem die zur  Berry Global Group gehörende RPC Verpackungen Kutenholz GmbH sowie die in Fredenbeck ansässige Dankers Bohrtechnik GmbH.

### Medien
Die Berichterstattung über die Samtgemeinde Fredenbeck findet vor allem in den beiden Lokalzeitungen des Landkreises statt. Neben der Tageszeitung Stader Tageblatt ist dies die werbefinanzierte Wochenzeitung Neue Stader Wochenblatt, die zweimal wöchentlich, mittwochs und samstags, erscheint. Darüber hinaus ist im Bereich der Gemeinde Kutenholz teilweise noch die Presse der Nachbarstadt Bremervörde von Bedeutung.
Der von der Werbegemeinschaft Fredenbeck herausgegebene Fredenbecker Blick enthält einige Informationen zur Gemeinde, der  Kirchengemeinde sowie zu Vereinen, mit Veröffentlichungen, Ankündigungen. Dazu erscheint Kutenholz aktuell für  Kutenholz. 

### Bildung
Fredenbeck verfügt über zwei Grundschulen (GS Fredenbeck, GS Mulsum-Kutenholz) sowie eine Oberschule mit gymnasialem Angebot (Geestlandschule).